# Ма Юньвень
Ма Юньвень  (кит.: 马 蕴雯, 19 жовтня 1986) — китайська волейболістка, олімпійська медалістка.

## Виступи на Олімпіадах
| Олімпіада  | Дисципліна | Місце |
| ---------- | ---------- | ----- |
| Пекін 2008 | волейбол   | 3     |
| Пекін 2012 | волейбол   | 5     |